# Stahlhausen

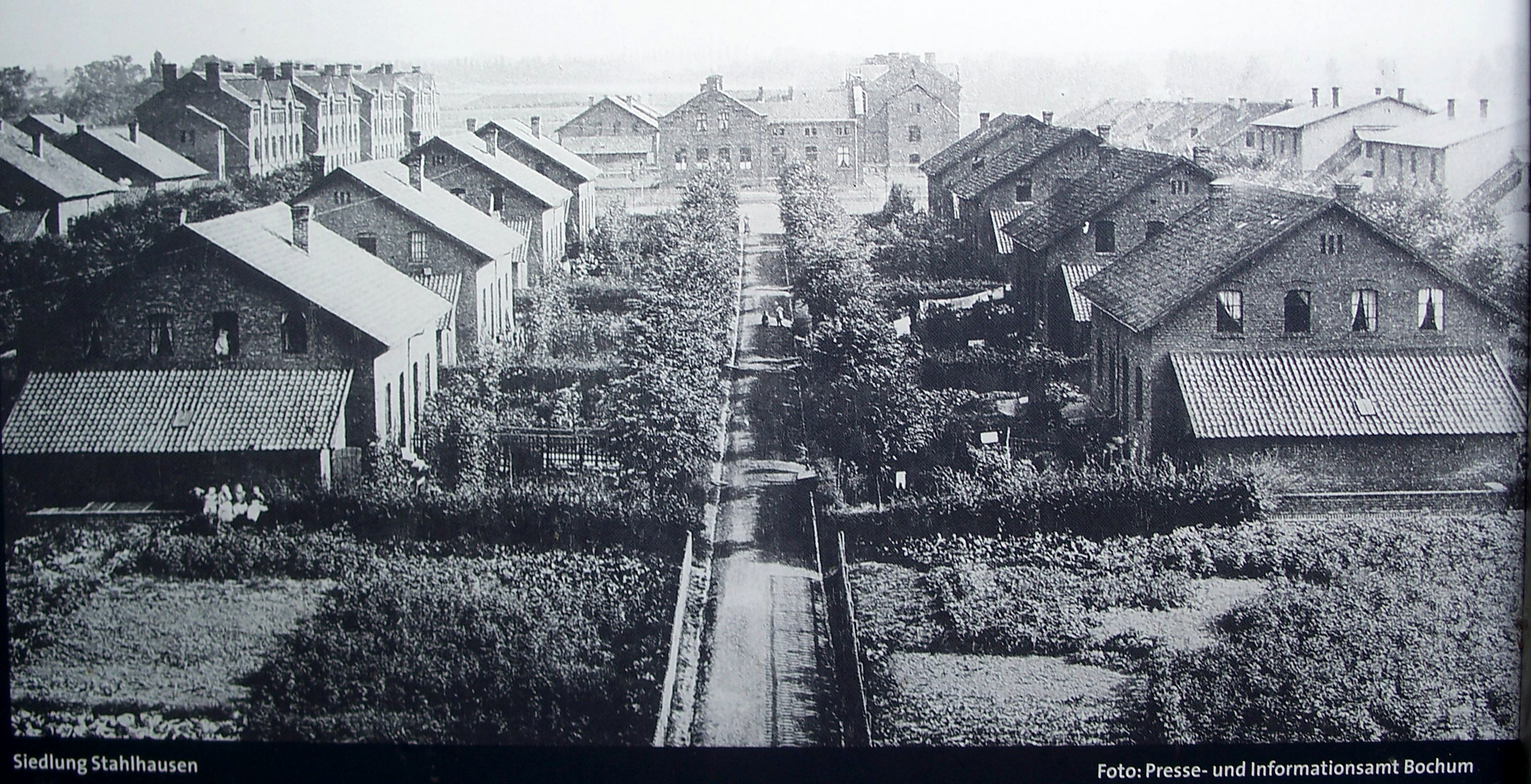
Die historische Siedlung Stahlhausen

Stahlhausen ist ein Stadtquartier von Bochum. Namensgeber und prägender Bestandteil ist die Arbeitersiedlung des Bochumer Vereins.

## Geografie und Verkehr

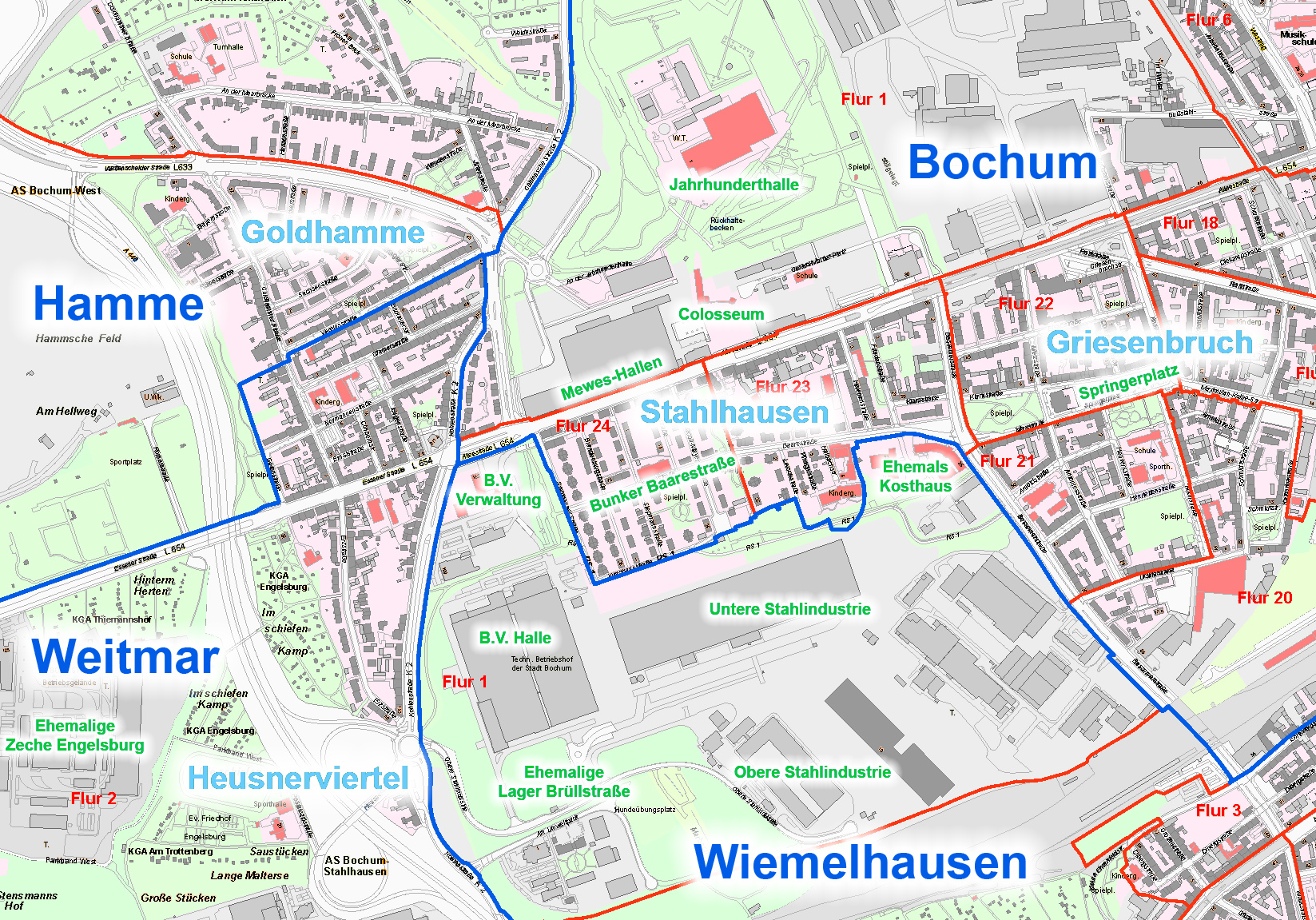
Stahlhausen mit Orts- und Objektbezeichnungen

Das Quartier liegt westlich des Stadtzentrums und gehört zu dem Stadtbezirk Mitte. Der genaue Umfang von Stahlhausen ist geografisch nicht genau definiert.
Der Bereich Stahlhausen befindet sich in vier Stadtteilen (Gemarkungen). Die Siedlung Stahlhausen und der Griesenbruch mit dem Springerplatz liegen, zusammen mit dem Westpark, im Stadtteil Bochum bzw. Innenstadt. 
Zu Wiemelhausen gehörten die ehemaligen Industrieflächen Obere und Untere Stahlindustrie sowie das ehemalige Verwaltungsgebäude. Die Wohnsiedlungen südlich der Vereinsstraße sowie das ehemalige Heußnerviertel befinden sich in Weitmar. Goldhamme gehört zum Stadtteil Hamme.
Die Alleestraße trennt den ersten Werksbestandteil des Bochumer Vereins sowie Goldhamme von der eigentlichen Siedlung Stahlhausen. Nach Osten begrenzt die Bessemerstraße die Arbeitersiedlung zum Griesenbruch hin.
Auf einem kleinen Teil des ehemaligen Produktionsgeländes befindet sich nun ein Abschnitt des Radschnellweges Ruhr mit einem kleinen Park. Im Westen verläuft der Bochumer Ring. 

## Geschichte

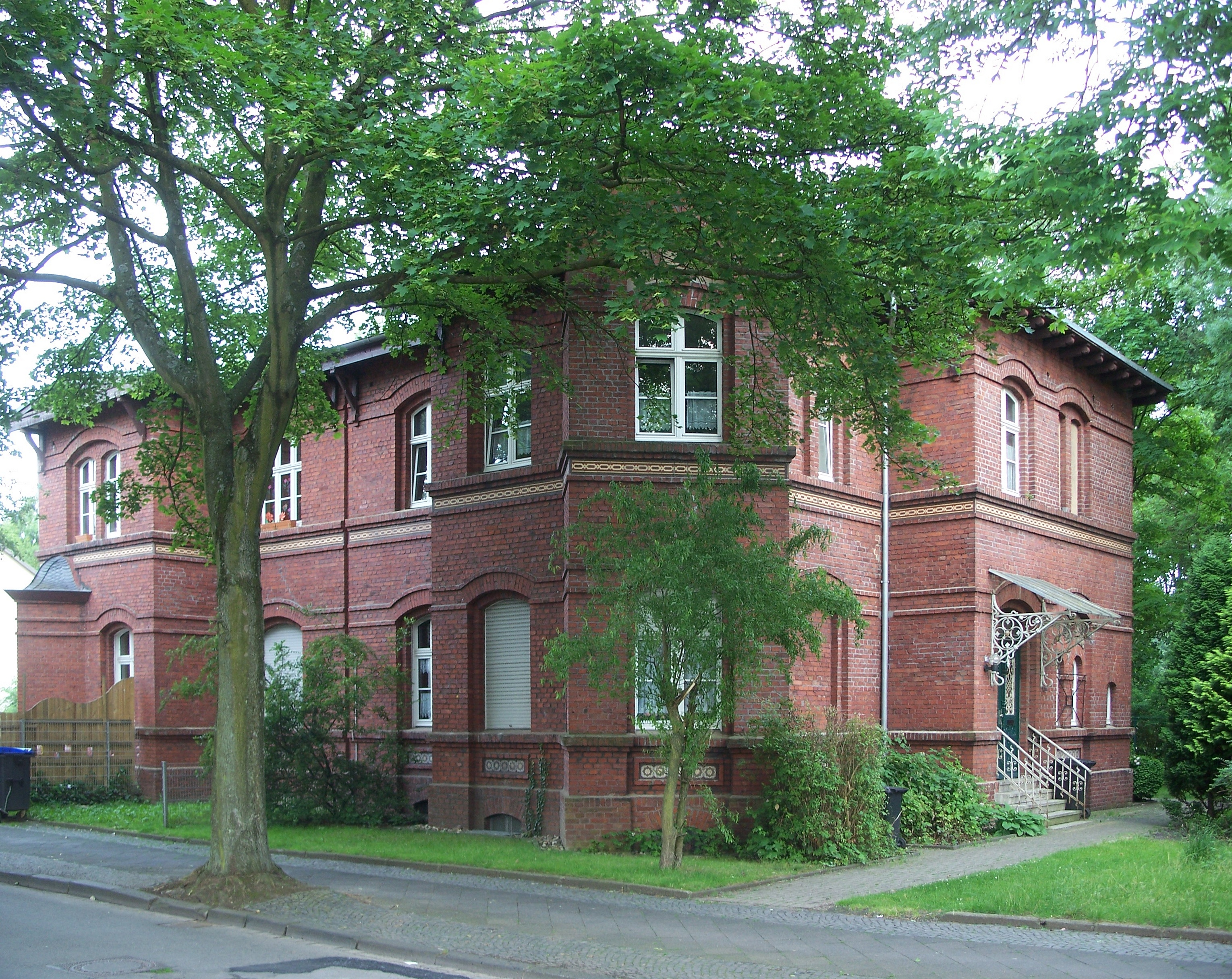
Haus in der Siedlung Stahlhausen heute

Die Alleestraße wurde schon 1794 als Chaussee von Bochum nach Essen-Steele fertiggestellt. Hier bauten ab 1844 Jacob Mayer und Eduard Kühne die Gußstahlfabrik Mayer & Kühne auf, aus der sich der Bochumer Verein entwickelte. Der Konzern baute 1858 die ersten Arbeiterhäuser. 1868 wurde mit der Errichtung einer architektonisch homogenen Arbeitersiedlung auf dem freien Feld begonnen. 1874 verfügte man schließlich an acht parallelen Straßen über insgesamt 400 Wohnungen. Man orientierte sich am Mülhauser Typ. Die Siedlung war von Hecken umgeben. An der Baarestraße befand sich ein großes, werkseigenes Wohnheim für ledige Arbeiter, das 1873/1874 errichtete Kost- und Logierhaus Stahlhausen.
Seit den 1860er Jahren erfolgte die Süd- und Westerweiterung der Bochumer Innenstadt. Dem Gebiet von Stahlhausen und Griesenbruch zugewand, entstand in dem Zug auch ab 1868 die St.-Marien-Kirche. Während die Bauten westlich der Bessemerstraße fast ausschließlich vom Bochumer Verein waren, entstanden im Griesenbruch die unterschiedlichsten Häuser, die teilweise mit kleinen und engen Wohnungen und Überbelegung das Gegenteil der Werkssiedlung waren. Kern des neuen Stadtteils bildete der Moltkemarkt, heute Springerplatz. 

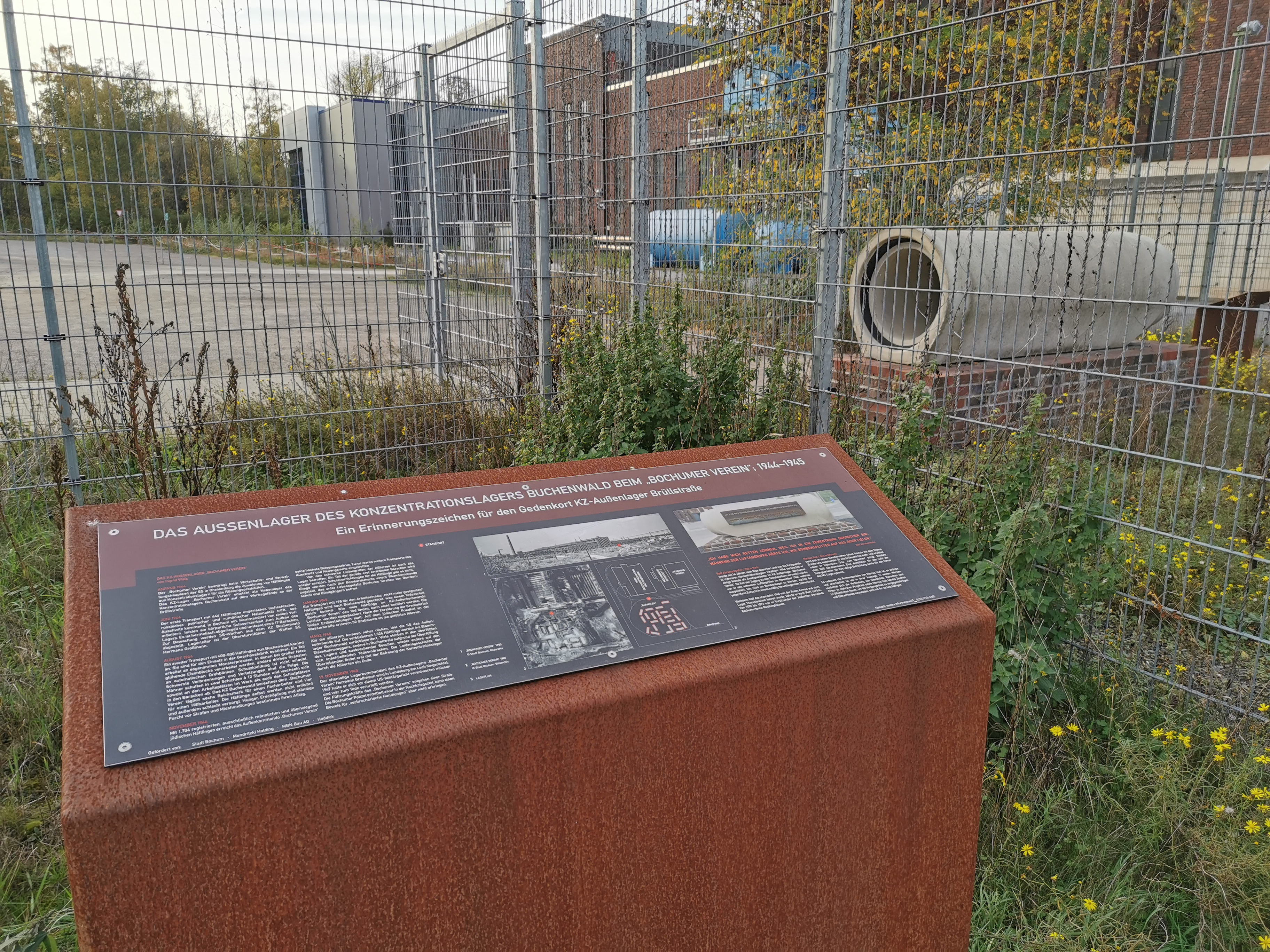
Mahnmal an ehemaligen Lagerstandort

In der Zeit des Nationalsozialismus war das Kosthaus auch Sitz eines SA-Wachlokals, in dem politische Gegner gefangen gehalten und misshandelt wurden. Während des Zweiten Weltkriegs wurde die Stahlerzeugung kriegswichtig. Mehrere tausend Zwangsarbeiter wurden beschäftigt. Anfang 1945 waren es 7500 Menschen. Eine Außenstelle des Konzentrationslagers Buchenwald befand sich an der Brüllstraße (siehe KZ-Außenkommando Brüllstraße). Wegen des Luftkriegs verlegte man die Produktion zum Teil in unterirdische Hallen. Am damaligen Moltkemarkt sowie an der Baarestraße wurden große Luftschutzbunker errichtet, in dem ein Teil der Zivilbevölkerung Schutz finden konnte.
Nach dem Krieg war ein Großteil der Bebauung zerstört. Einen Eindruck von der ursprünglichen Bauweise vermitteln noch die Stahlhauser Straße und die Gremmestraße.

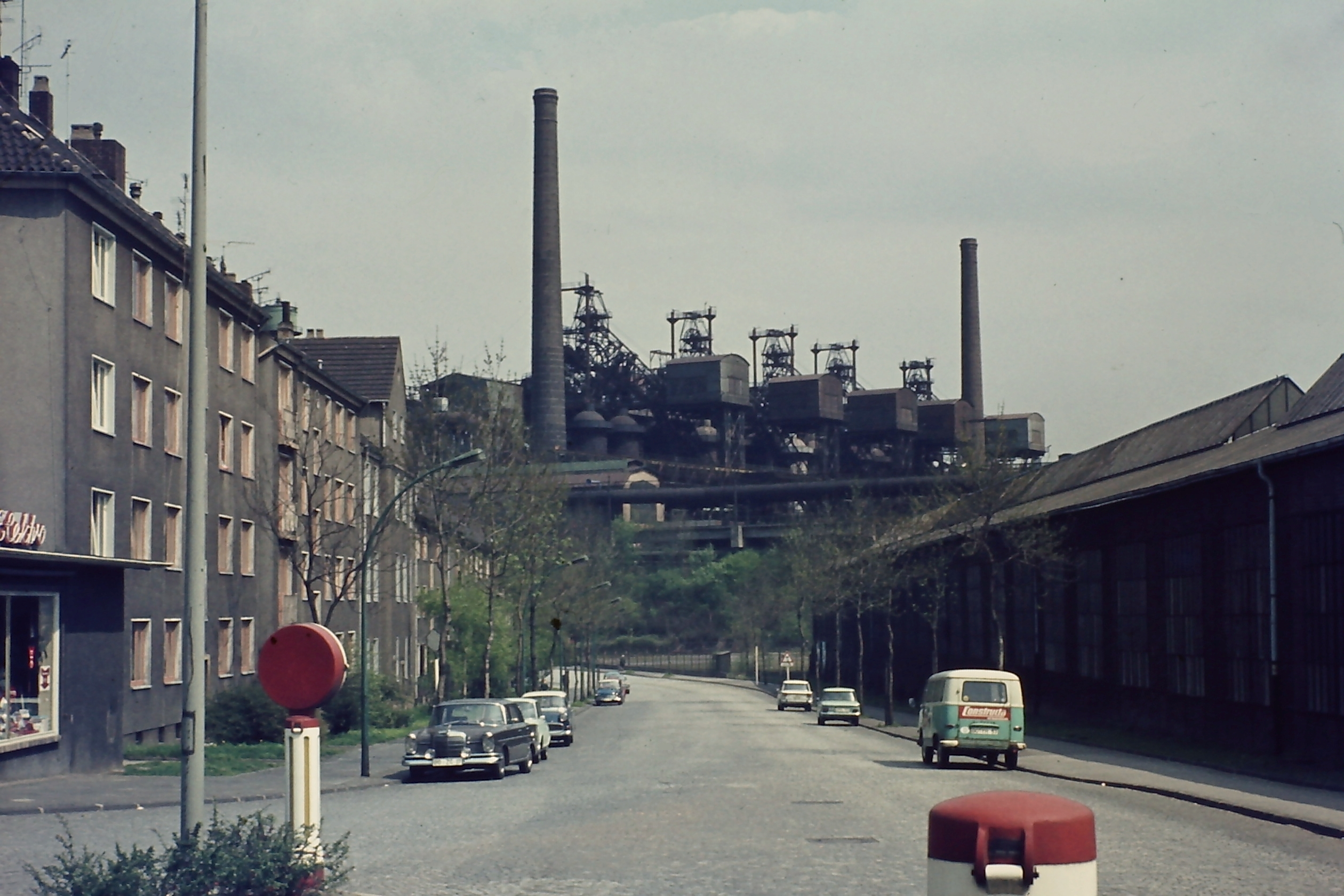
Hochöfen des Bochumer Vereins (um 1962)

Der Strukturwandel führte dazu, dass sich Industriebrachen entwickelten. Nach Norden hin, auf dem Gelände der einstigen Hochöfen, befindet sich heute der Westpark, der für Erholung und Gewerbe dienen soll. Größte Sehenswürdigkeit ist hier die Jahrhunderthalle. Im Süden befinden sich die Flächen der oberen und untern Stahlindustrie. Teilweise bestehen hier immer noch Firmen, wie Heintzmann, die seit der Industrialisierung hier tätig sind. Auf anderen brach gefallenen Teilen sind neue Firmen tätig wie das Reinhold Mendritzki Kaltwalzwerk oder der zentrale Betriebshof der Stadt Bochum. 
Das kurzfristig von Hausbesetzern dominierte Heusnerviertel an der gleichnamigen Straße wurde 1986 mit großen Polizeiaktionen geräumt und für den Bau der Autobahn abgerissen. 
In direkter Nachbarschaft zum Werksbereich nördlich der Alleestraße befindet sich seit den 1910er Jahren das Bochumer Rotlichtviertel, bestehend aus der Gußstahlstraße und der von ihr abzweigenden Sackgasse Im Winkel.

## Denkmalschutz

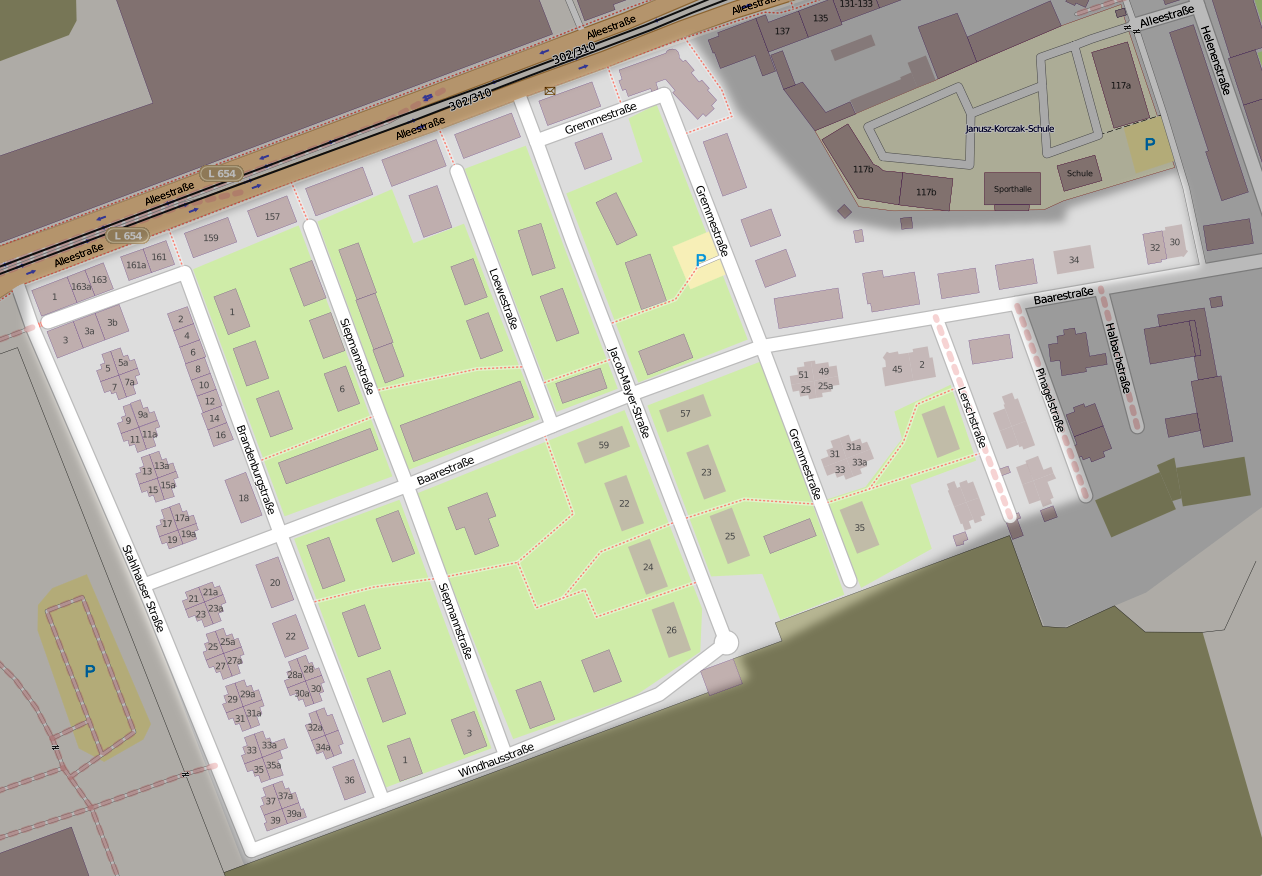
Denkmalbereich Stahlhausen

Am 29. November 2011 beschloss der Rat der Stadt Bochum die Denkmalbereichssatzung für Stahlhausen, die am 20. Januar 2012 in Kraft trat. Damit ist Stahlhausen neben dem Stadtparkviertel der zweite geschützte Denkmalbereich der Stadt. Die Bereichssatzung hat das Ziel, durch die Erhaltung des Siedlungsgrundrisses, des Gebäudebestands und der Freiflächen ein Zeugnis der Geschichte der Menschen im Ruhrgebiet zu bewahren.